# Simón Andreu
Simón Andreu est un acteur espagnol né le 1er janvier 1941 à Sa Pobla.

## Filmographie

### Cinéma
- 1961 : Cuidado con las personas formales d'Agustín Navarro : Carlos
- 1961 : Siempre es domingo (es) de Fernando Palacios : Amigo de Carlota
- 1962 : Historia de una noche de Luis Saslavsky : Inválido en tren
- 1962 : Rogelia de Rafael Gil : Joven en fiesta (non crédité)
- 1963 : El buen amor de Francisco Regueiro : José
- 1963 : Rocío de La Mancha (es) de Luis Lucia Mingarro : Fernando
- 1964 : Constance aux enfers de François Villiers : Hugo
- 1964 : La Mort d'un tueur de Robert Hossein : Luciano
- 1967 : Una historia de amor (es) de Jorge Grau : Daniel
- 1968 : Pas de pardon, je tue (Fedra West) de Joaquín Luis Romero Marchent : Stuart
- 1969 : Gallos de pelea de Rafael Moreno Alba (es) : René Duval
- 1970 : Les Enragés du pont de la dernière chance (es) (Golpe de mano) de José Antonio de la Loma : Alferez Novales
- 1970 : Photo interdite d'une bourgeoise (Le foto proibite di una signora per bene) de Luciano Ercoli : le maître-chanteur
- 1970 : Trasplante de un cerebro de Juan Logar : Ginetto Lamberti
- 1971 : Des Espagnoles à Paris (Españolas en París) de Roberto Bodegas : Directeur de la station service
- 1971 : Historia de una traición de José Antonio Nieves Conde : le pilote
- 1971 : La casa de los Martínez d'Agustín Navarro (es)
- 1971 : Las ibéricas F.C. (es) de Pedro Masó : Luís
- 1971 : Les Quatre Mercenaires d'El Paso d'Eugenio Martín : Angel Santos
- 1971 : Los días de Cabirio (es) de Fernando Merino : Florencio
- 1971 : Nuits d'amour et d'épouvante de Luciano Ercoli : Michel Aumont
- 1972 : La casa de las Chivas (es) : Juan
- 1972 : La Mariée sanglante (La novia ensangrentada) de Vicente Aranda : Husband
- 1972 : La mort caresse à minuit (La morte accarezza a mezzanotte) de Luciano Ercoli : Gio Baldi
- 1973 : Aborto criminal (es) : El Guapo
- 1973 : Chassés-croisés sur une lame de rasoir (Passi di danza su una lama di rasoio) de Maurizio Pradeaux : Marco
- 1973 : La Charge des diables : Angel Sanchez
- 1973 : La Redada (es) : Miguel
- 1973 : Le Complot : Baudry
- 1973 : Le Crime de la Via Condotti : Mario
- 1973 : Separación matrimonial : Juan
- 1974 : El último viaje : Teniente Alvarado
- 1974 : La Chasse sanglante (Open Season) de Peter Collinson : Barman
- 1974 : Larga noche de julio : Toni
- 1974 : Los inmorales (it)
- 1974 : Les Nuits d'amour des sorcières (La noche de los brujos) d'Amando de Ossorio : Prof. Rod Carter
- 1975 : Children of Rage : Ibrahim
- 1975 : Jeu d'amour interdit (Juego de amor prohibido) : Jaime
- 1975 : Las protegidas : David
- 1975 : Metralleta 'Stein' : Policía en tren
- 1975 : No matarás : Luis
- 1975 : Un lujo a su alcance (es) : Enterrador (non crédité)
- 1976 : Araña y cierra España
- 1976 : Atraco en la jungla : Luis Martin
- 1976 : El asesino está entre los trece : Harry Stephen
- 1976 : Guapa, rica y... especial : Giorgio
- 1976 : La Espuela : Manolo Flores
- 1976 : La Otra alcoba (es) : Mari de Marcos / Diana
- 1977 : Asignatura pendiente : Paco
- 1977 : Del amor y de la muerte (es) : Gonzalo
- 1977 : El puente : 'Loco' en el descapotable
- 1977 : La Classe (La signora ha fatto il pieno) de Juan Bosch Palau : Fabrizio
- 1977 : La Violación : Miguel Santos
- 1977 : Las desarraigadas : David García
- 1977 : Las marginadas (es) : Julián
- 1977 : Plaisirs cachés (Los placeres ocultos) d'Eloy de la Iglesia : Eduardo
- 1977 : Niñas... al salón : Antonio
- 1978 : El sacerdote (es) : Padre Miguel
- 1978 : Venus de fuego : Comisario Baeza
- 1979 : Nom de code : Jaguar d'Ernest Pintoff : Petrie
- 1980 : Adiós, querida mamá : Horacio
- 1980 : Le Cœur à l'envers
- 1980 : Los locos vecinos del 2º : Fermín
- 1980 : Los últimos golpes de 'El Torete' (es) : Quique Moreno
- 1980 : Morir de miedo (es) : Eduardo
- 1980 : Semilla de muerte : Alfredo
- 1981 : Habibi, amor mío : Bernardo
- 1981 : La Mujer del ministro (es) : Ministro Fernández Herrador
- 1983 : Le Triomphe d'un homme nommé cheval : Gance
- 1984 : Mon ami Washington
- 1985 : Bad Medicine : Dr Ortega, Medera's Physician
- 1985 : El misterio de Cynthia Baird : Bill Moore
- 1985 : La Chair et le Sang de Paul Verhoeven : Miel
- 1985 : Réquiem por un campesino español : Don Cástulo
- 1986 : Crystal Heart de Gil Bettman : Jean-Claude
- 1986 : El viaje a ninguna parte de Fernando Fernán Gómez : Solís
- 1987 : Le Buraliste de Vallecas (La estanquera de Vallecas) d'Eloy de la Iglesia : Gobernador
- 1987 : Sufre mamón ! (es) de Manuel Summers (es)
- 1988 : Escuadrón de José Antonio de la Loma : Commisioner
- 1989 : Oro fino (es) de José Antonio de la Loma
- 1989 : Fist Fighter de Frank Zuniga : Moreno
- 1989 : L'Indomptée de Javier Elorrieta (es) : Antonio
- 1991 : Beltenebros de Pilar Miró : Andrade
- 1992 : Shooting Elizabeth de Baz Taylor : Angelo
- 1994 : Souvenir de Rosa Vergés : Sr. Llorenç
- 1994 : ¿Culpable de qué ? d'Albert Saguer
- 1995 : The Shooter de Ted Kotcheff : Alberto Torena
- 1996 : Adosados de Mario Camus : Jefe Andrés
- 1996 : The Disappearance of Garcia Lorca de Marcos Zurinaga : Général Velez
- 1996 : Fotos d'Elio Quiroga (es) : Joaquín
- 1996 : Los Porretas de Carlos Suárez : Don Cornelio
- 1996 : Cuestión de suerte de Rafael Moleón : Ricardo
- 1996 : Tu nombre envenena mis sueños (es) de Pilar Miró : Antúnez
- 1997 : 99.9 d'Agustí Villaronga : Simón
- 1997 : El aroma del Copal d'Antonio Gonzalo : Doc
- 1997 : Gaston's War de Robbe De Hert : Pépé
- 1997 : Hasta la victoria siempre de Juan Carlos Desanzo (es) : Dr Gracian
- 1997 : La Femme du cosmonaute de Jacques Monnet : Luis
- 1997 : Marquise de Véra Belmont : L'Abbé de Cosnac
- 1997 : El color de las nubes de Mario Camus : Quiroga
- 1998 : Bert (es) de Lluís Casasayas : Investigador
- 1998 : La Vuelta de El Coyote (es) de Mario Camus : Montalbán
- 2000 : El mar d'Agustí Villaronga : Alcántara
- 2002 : Alas rotas (es) de Carlos Gil : Diego
- 2002 : Meurs un autre jour de Lee Tamahori : Dr Alvarez
- 2002 : Piedras de Ramón Salazar : Marido
- 2002 : Vivancos 3 d'Albert Saguer : Pozo
- 2003 : Beyond Re-Animator de Brian Yuzna : Warden Brando
- 2003 : L'Amant bulgare (Los novios búlgaros) d'Eloy de la Iglesia : Padre de Daniel
- 2004 : Agents secrets de Frédéric Schoendoerffer : Maître Deligny
- 2004 : Braquage à l'espagnole (Art Heist) de Bryan Goeres : Maximov
- 2004 : Bridget Jones : L'Âge de raison de Beeban Kidron : Mr. Santiago
- 2004 : Franky Banderas de José Luis García Sánchez : Palanca
- 2004 : Occhi di cristallo d'Eros Puglielli (es) : Détective Ajaccio
- 2007 : Savage Grace de Tom Kalin : Jean Pierre Souvestre
- 2008 : Le Monde de Narnia : Le Prince Caspian d'Andrew Adamson : Lord Scythley
- 2008 : Little Ashes de Paul Morrison : Fernando de Valle
- 2009 : Ens veiem demà de Xavier Berraondo : Lluc
- 2009 : Je viens avec la pluie de Trần Anh Hùng
- 2010 : The Way, la route ensemble d'Emilio Estevez : Don Santiago
- 2012 : Sans issue de Mabrouk El Mechri : Pizarro
- 2016 : Infiltrator de Brad Furman : Gonzalo Mora Sr.
- 2016 : La Promesse de Terry George : le vieux monsieur
- 2016 : Wild Oats d'Andy Tennant : Manager
- 2017 : Verano Rojo de Carles Jofre : Abuelo
- 2017 : Les Demoiselles du téléphone (Las chicas del cable): Ricardo Cifuentes
- 2018 : Loca Olivia de Mariu Bárcena (es)